# Bussy-sur-Moudon
Bussy-sur-Moudon es una comuna suiza del cantón de Vaud, situada en el distrito de Broye-Vully. Limita al norte con la comuna de Lucens, al este y sur con Moudon, y al oeste con Montanaire.
La comuna hizo parte hasta el 31 de diciembre de 2007 del distrito de Moudon, círculo de Moudon.

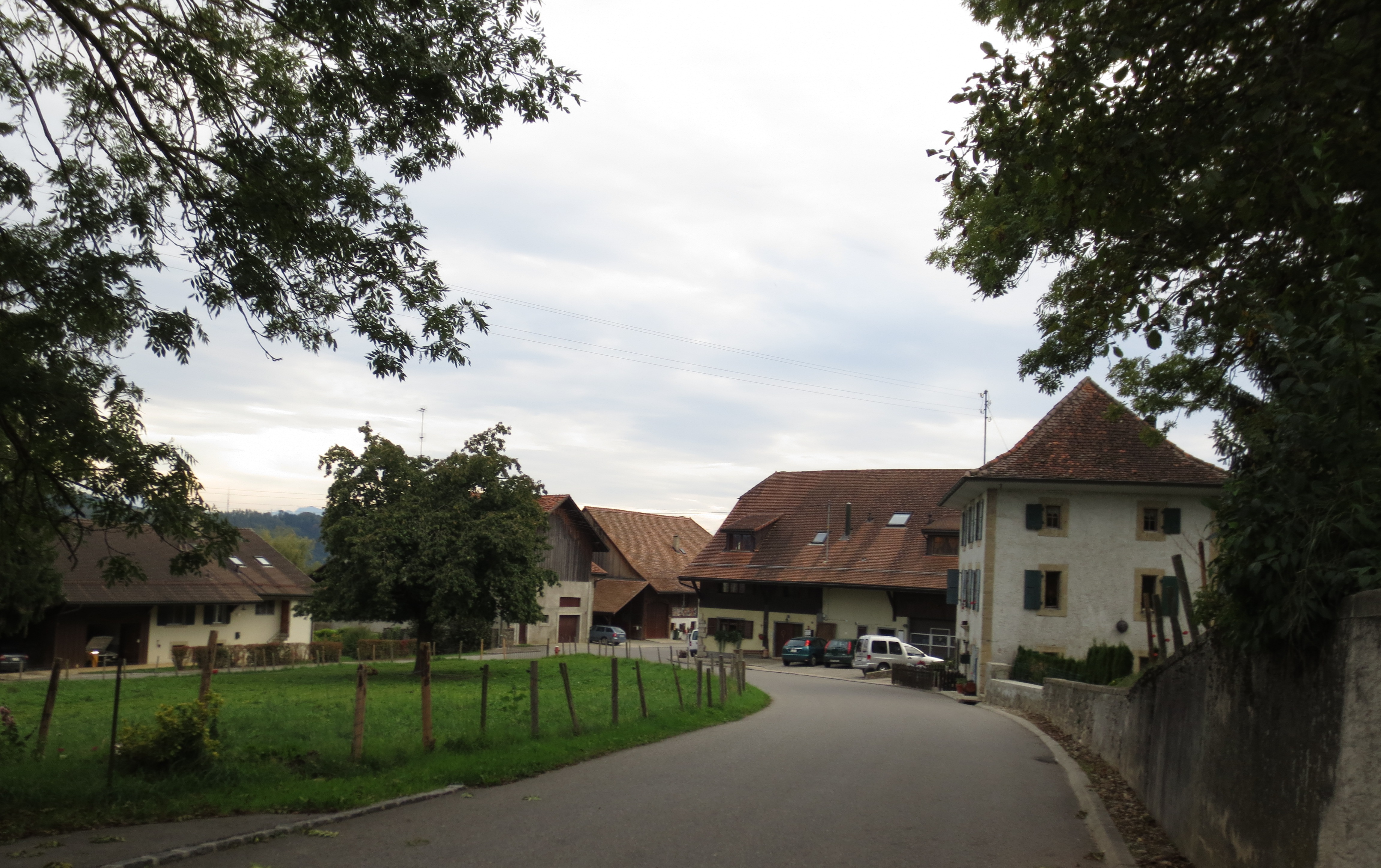
Bussy-sur-Moudon.